# Märkische Heide
Märkische Heide, niedersorbisch Markojska Góla, ist eine Gemeinde im Landkreis Dahme-Spreewald in Brandenburg. Die Gemeinde Märkische Heide in der Niederlausitz zählt mit über 200 km² zu den flächengrößten in Deutschland und gehört teilweise zum anerkannten Siedlungsgebiet der Sorben/Wenden. Der Verwaltungssitz befindet sich im Ortsteil Groß Leuthen.

## Gemeindegliederung
Märkische Heide besteht aus folgenden Ortsteilen mit den zugehörigen Wohnplätzen (niedersorbische Bezeichnungen in Klammern):
- Alt-Schadow (niedersorbisch Stary Škódow) mit den Wohnplätzen Grenze (Granica), Hüttenplatz (Hutownja) und Amalienhof (Amalijiny Dwór)
- Biebersdorf (Njacyna) mit dem Wohnplatz Forsthaus Marienberg (Gólnikaŕnja Marijina Góra)
- Dollgen (Dołgi) mit dem Wohnplatz Birkenhainchen (Brjazynka; gehört teilweise zum OT Groß Leine)
- Dürrenhofe (Dwóry)
- Glietz (Zglic)
- Gröditsch (Groźišćo)
- Groß Leine (Wjelike Linje) mit dem Wohnplatz Birkenhainchen (Brjazynka; gehört teilweise zum OT Groß Leine)
- Groß Leuthen (Lutol) mit den Wohnplätzen Botta (Błota), Klein Leuthen (Lutolk)[4] und Neu Bückchen (Nowa Bukowka)
- Hohenbrück-Neu Schadow (Wusoki Móst-Nowy Škódow) mit den Gemeindeteilen Hohenbrück und Neu Schadow
- Klein Leine (Małe Linje)
- Krugau (Dubrawa)
- Kuschkow (Kuškow)
- Leibchel (Lubochol) mit dem Wohnplatz Neukrug (Nowa Kjarcma)
- Plattkow (Błotko)
- Pretschen (Mrocna)
- Schuhlen-Wiese (Skulin-Łuka) mit den Wohnplätzen Buschhäuser (Pśi Krjach), Schuhlen (bis 2. November 1937 Skuhlen)[5] und Wiese
- Wittmannsdorf-Bückchen (Witanojce-Bukowka) mit den Wohnplätzen Wittmannsdorf und Bückchen

## Geschichte
Die Ortsteile Alt-Schadow und Hohenbrück-Neu Schadow gehörten früher zum Kreis Beeskow-Storkow, alle anderen Ortsteile zum Kreis Lübben in der preußischen Provinz Brandenburg. In der DDR gehörten alle Dörfer zum Kreis Lübben im Bezirk Cottbus. Nach der Wiedervereinigung bildeten im Jahr 1992 die insgesamt 17 eigenständigen Gemeinden zur Erledigung ihrer Verwaltungsaufgaben das Amt Märkische Heide.
Am 4. September 2002 genehmigte das Ministerium des Innern des Landes Brandenburg den Zusammenschluss der Gemeinden Biebersdorf, Glietz, Groß Leuthen, Klein Leine, Leibchel, Plattkow, Schuhlen-Wiese und Wittmannsdorf-Bückchen zur neuen Gemeinde Märkische Heide zum 26. Oktober 2003; die restlichen Gemeinden sollten ihre Eigenständigkeit behalten. Zum Zeitpunkt der Gemeindegründung am 26. Oktober 2003 wurden schließlich doch auch die übrigen amtsangehörigen Gemeinden Alt-Schadow, Dollgen, Dürrenhofe, Gröditsch, Groß Leine, Hohenbrück-Neu Schadow, Krugau, Kuschkow und Pretschen der neuen Gemeinde Märkische Heide zugeordnet.
Die Ortsteile Dollgen, Groß Leuthen, Klein Leine und Pretschen zählen seit 2016 zum amtlichen Siedlungsgebiet der Sorben/Wenden. Nach einer Entscheidung des Verwaltungsgerichts Cottbus vom 20. Dezember 2023 gehören auch Biebersdorf und Kuschkow zum sorbischen Siedlungsgebiet; für die restlichen Ortsteile wurde der Zuordnungsbescheid abgewiesen.

## Bevölkerungsentwicklung
| Jahr | Einwohner |
| ---- | --------- |
| 2003 | 4 841     |
| 2005 | 4 760     |
| 2010 | 4 313     |
| 2015 | 3 954     |
| 2020 | 3 904     |

| Jahr | Einwohner |
| ---- | --------- |
| 2021 | 3 915     |
| 2022 | 3 806     |
| 2023 | 3 791     |
| 2024 | 3 757     |

Gebietsstand des jeweiligen Jahres, Einwohnerzahl: Stand 31. Dezember, ab 2011 auf Basis des Zensus 2011, ab 2022 auf Basis des Zensus 2022

## Politik

### Gemeindevertretung
Die Gemeindevertretung von Märkische Heide besteht aus 16 Gemeindevertretern und dem hauptamtlichen Bürgermeister. Die Kommunalwahl am 9. Juni 2024 führte bei einer Wahlbeteiligung von 77,3 % zu folgendem Ergebnis:
| Partei / Wählergruppe                  | Ergebnis 2024 | Sitze 2024 |        | Ergebnis 2019 | Sitze 2019 |
| -------------------------------------- | ------------- | ---------- | ------ | ------------- | ---------- |
| Wählergruppe Pro Märkische Heide       | 38,0 %        | 6          | 27,1 % | 4             |            |
| AfD                                    | 20,2 %        | 3          | 13,4 % | 2             |            |
| CDU                                    | 14,6 %        | 2          | 09,8 % | 2             |            |
| SPD                                    | 13,6 %        | 2          | 22,0 % | 4             |            |
| Einzelbewerberin Diana Sonnenberg      | 04,9 %        | 1          | –      | –             |            |
| Einzelbewerber André Bretzke           | 03,8 %        | 1          | –      | –             |            |
| Die Linke                              | 02,5 %        | 1          | –      | –             |            |
| Einzelbewerberin Fritzi Rottenau       | 02,4 %        | –          | –      | –             |            |
| Wählergruppe Bürgernah Märkische Heide | –             | –          | 09,3 % | 1             |            |
| Initiative Zukunft                     | –             | –          | 08,0 % | 1             |            |
| Einzelbewerber Matthias Lehmann        | –             | –          | 04,9 % | 1             |            |
| Bündnis 90/Die Grünen                  | –             | –          | 03,3 % | 1             |            |
| Einzelbewerber Elmar Kleinert          | –             | –          | 01,2 % | –             |            |
| Einzelbewerber Sebastian Wägner        | –             | –          | 00,9 % | –             |            |
| Einzelbewerber Dietmar Schade          | –             | –          | 00,4 % | –             |            |
| Wahlbeteiligung                        | 77,3 %        | 77,3 %     | 70,2 % | 70,2 %        |            |

### Bürgermeister
- 2003–2006: Horst Theile (parteilos)[13]
- 2006–2014: Dieter Freihoff (SPD)
- 2014–2022: Annett Lehmann (Pro Märkische Heide)
- seit 2022: Dieter Freihoff (SPD)

Lehmann wurde in der Bürgermeisterstichwahl vom 28. September 2014 mit 53,1 % der gültigen Stimmen für eine Amtszeit von acht Jahren gewählt (Wahlbeteiligung 64,1 %). Am 25. September 2022 wurde Dieter Freihoff mit 50,9 % zum Bürgermeister von Märkische Heide gewählt, Lehmann erhielt 49,1 % (Wahlbeteiligung 63 %).

### Wappen und Flagge
| Wappen von Märkische Heide | Blasonierung: „Durch einen mit siebzehn goldenen Scheiben belegten grünen Bord in Gold drei schwarze Kienäpfel zum gestürzten Dreipass gestellt und im Schnittpunkt überdeckt von drei zum Dreipass gestellten grünen Eicheln.“                   |
| Wappen von Märkische Heide | Wappenbegründung: Die 17 Ortsteile werden durch ein Bord mit 17 goldenen Scheiben symbolisiert. Der vorherrschende Mischwald wird durch Kienäpfel und Eicheln, je einem typisch märkischen Nadel- und Laubbaum, jeweils im Dreipass, dargestellt. |

Die Flagge der Gemeinde besteht – bei Aufhängung in einem Querholz – aus drei Längsstreifen Grün-Gelb-Grün im Verhältnis 1:2:1 und trägt das Gemeindewappen in der Mitte.

### Gemeindepartnerschaften
- Gmina Tuczno (Polen)[18]

## Sehenswürdigkeiten

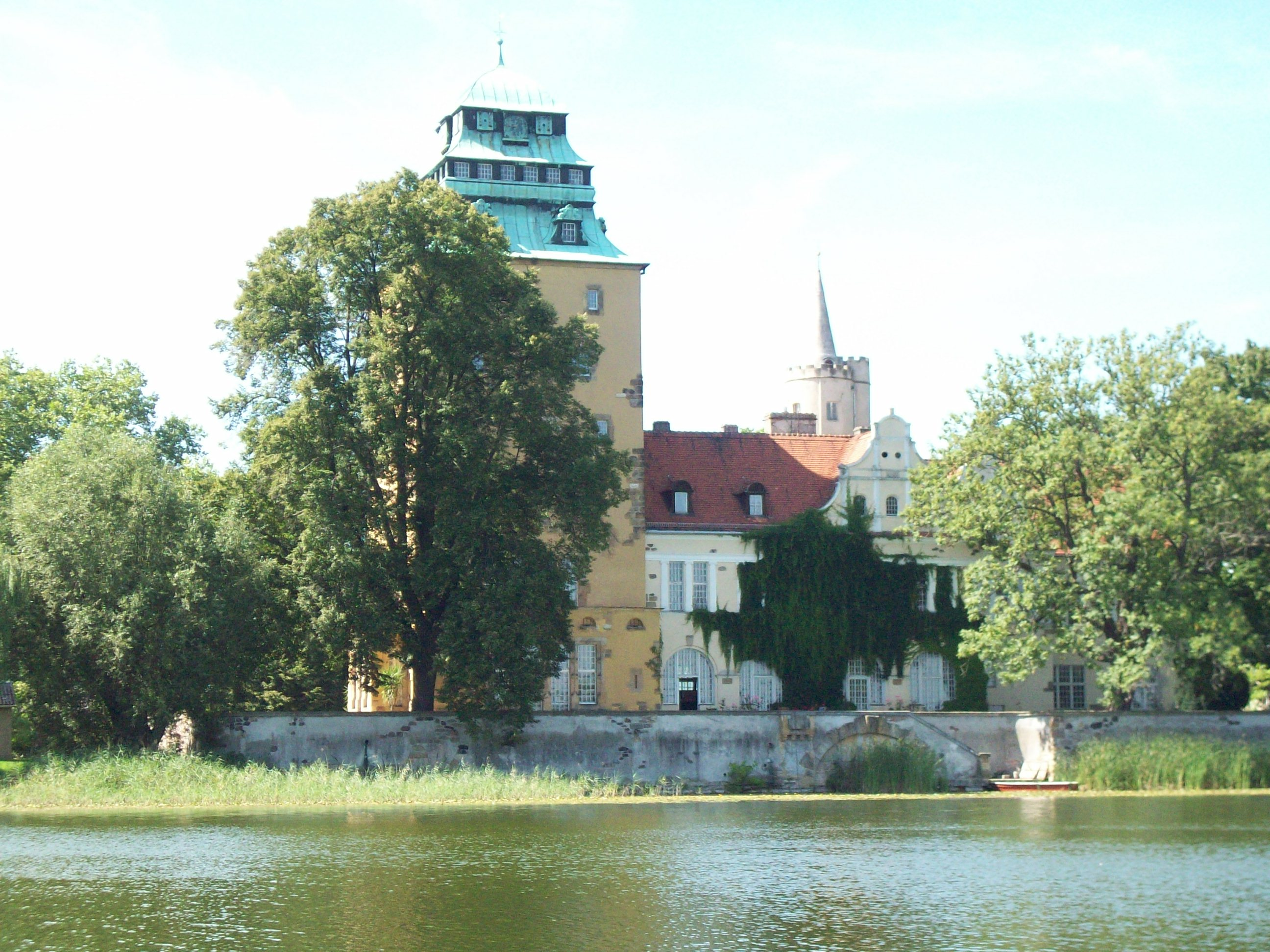
Schloss Groß Leuthen

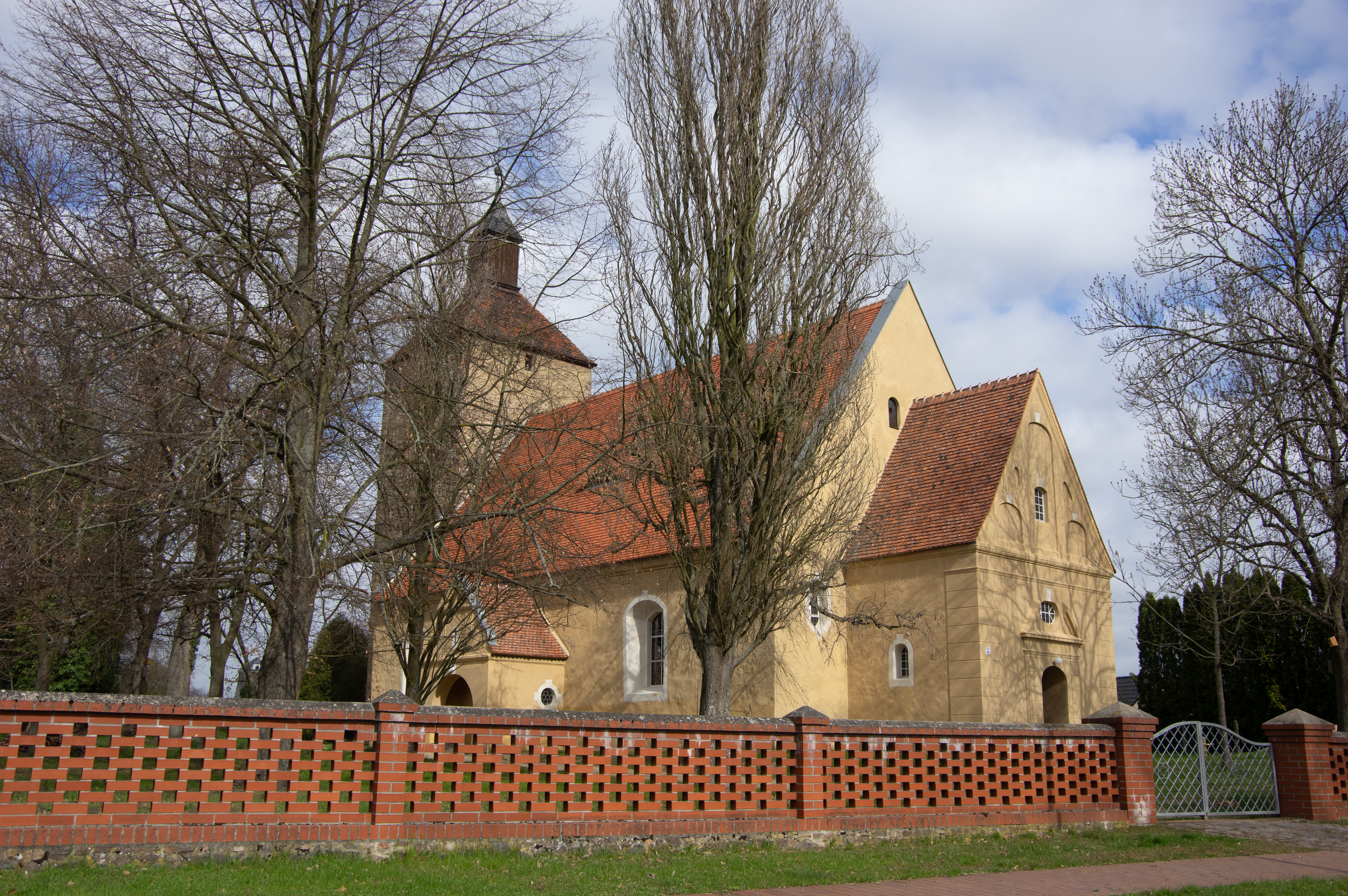
Dorfkirche Groß Leine

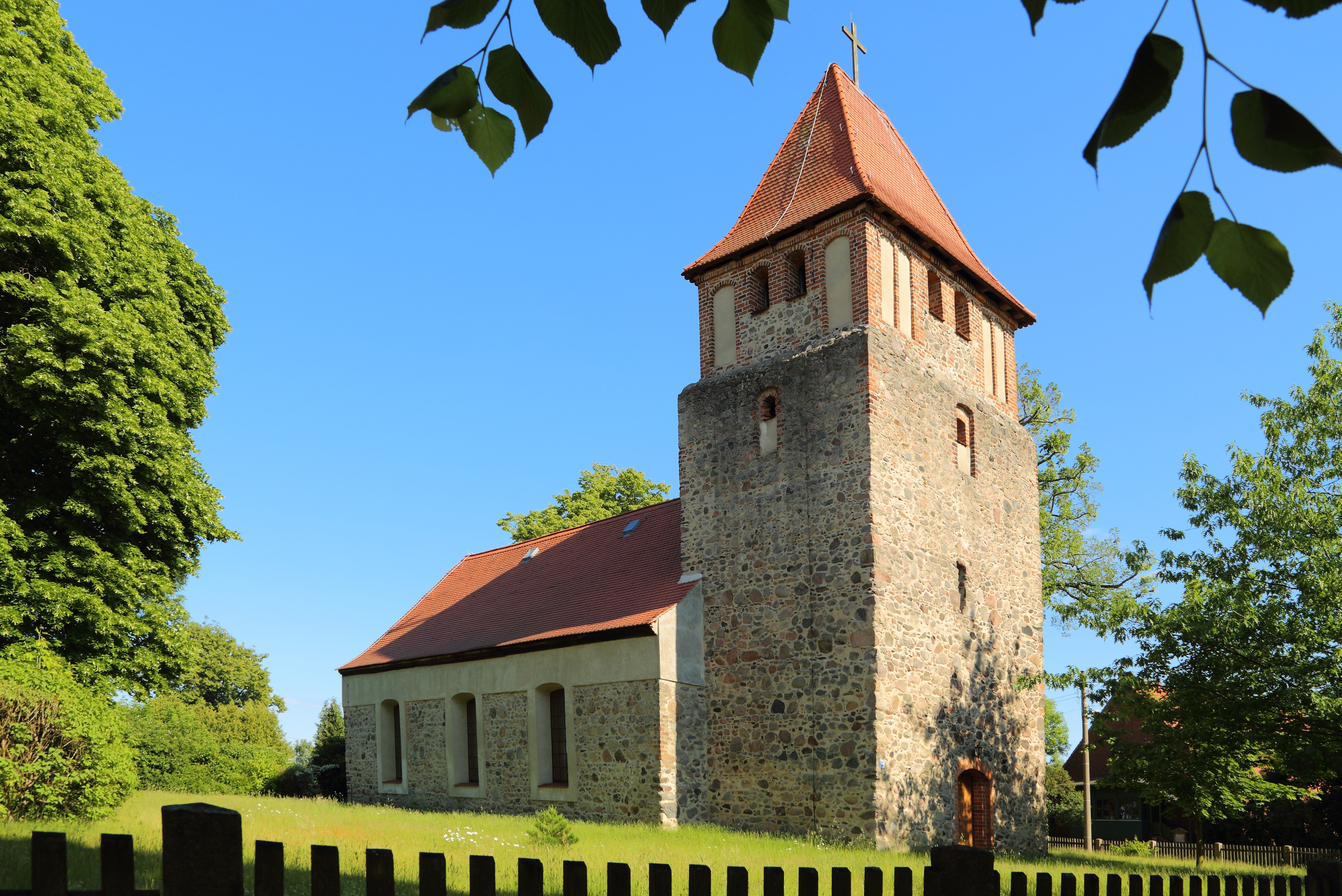
Dorfkirche Krugau

In der Liste der Baudenkmale in Märkische Heide sowie in der Liste der Bodendenkmale in Märkische Heide stehen die in der Denkmalliste des Landes Brandenburg eingetragenen Kulturdenkmale. Insbesondere sind das:
- Schloss Groß Leuthen, mehrfach umgebautes Renaissanceschloss auf den Grundmauern einer Wasserburg aus dem 12. Jahrhundert
- Sowjetisches Ehrenmal von 1946 auf dem Friedhof des Ortsteils Krugau für 42 umgekommene Frauen, Männer und Kinder, die während des Zweiten Weltkrieges in einer Rüstungsfabrik Zwangsarbeit verrichten mussten
- Die Dorfkirche Groß Leine wurde im Kern im 15. Jahrhundert errichtet und von 1906 bis 1910 umfassend umgebaut. Zur Kirchenausstattung gehören unter anderem ein Altar aus dem 3. Viertel des 17. Jahrhunderts, in den Teile eines älteren Altars aus der ersten Hälfte des 15. Jahrhunderts eingelassen sind.
- Die Dorfkirche Krugau ist eine Feldsteinkirche aus dem 15. Jahrhundert. Im Innern steht unter anderem ein Kanzelaltar aus dem Anfang des 18. Jahrhunderts.

## Infrastruktur
In der Gemeinde treffen die Bundesstraßen B 179 aus Königs Wusterhausen und B 320 aus Guben auf die B 87 Lübben–Beeskow.
Die Haltepunkte Krugau, Großleuthen-Gröditsch, Bückchen und Wittmannsdorf lagen an der Bahnstrecke Lübben–Beeskow, auf der der Personenverkehr 1995 eingestellt wurde.
In den Ortsteilen Biebersdorf, Groß Leuthen, Kuschkow und Pretschen gibt es Kindertagesstätten, die Grundschule mit Hort liegt im Ortsteil Gröditsch.
In der Gemeinde liegt die Spreewald-Kaserne der Bundeswehr mit dem Sanitätsmateriallager Krugau.

## Persönlichkeiten

### Söhne und Töchter der Gemeinde
- Hermann Matschenz (1848–1901), Stenograph, geboren in Krugau[19]
- Hans von Gronau (1850–1940), General, geboren in Alt-Schadow
- Christoph-Heinrich von Houwald (1879–1941), Freier Standesherr auf Straupitz, Mitglied des preußischen Herrenhauses, geboren in Leibchel[20]
- Otto Lukas (1881–1956), Heimatdichter, geboren in Leibchel
- Erich Röhn (1910–1985), Violinist, geboren in Groß Leuthen
- Bernd Pittkunings (* 1960), sorbischer Liedermacher, geboren in Dollgen[21]

### Mit der Gemeinde verbundene Persönlichkeiten
- Hans Albrecht von Barfus (1635–1704), brandenburgisch-preußischer Generalfeldmarschall, erwarb 1702 die Lehngüter Wiese und Plattkow
- Johann Ludwig von Hordt (1719–1798), preußischer Generalleutnant, begraben in Groß Leuthen
- Ferdinand Dinse (1811–1889), Orgelbauer, schuf die Orgel in der Dorfkirche Groß Leuthen
- Emil von Gutzmerow (1821–1906), Standesherr, Mitglied des Preußischen Herrenhauses, wohnte in Groß Leuthen
- Karl von Trebra (1834–1905), Generalmajor, Herr von Pretschen mit Amalienhof
- Hans von Willisen (1837–1905), General, Mitglied des preußischen Abgeordnetenhauses, gestorben in Glietz[22]
- Otto Riemann (1850–1925), Geistlicher und Schriftsteller, 1876–1879 Pfarrer in Neu-Schadow[23]
- Bodo Ebhardt (1865–1945), Architekt, Architekturhistoriker und Burgenforscher, restaurierte und erweiterte Schloss Groß Leuthen
- Jürgen von Woyski (1929–2000), Bildhauer und Maler, schuf die Stele Turm mit Friedenstaube in Gröditsch
- Gerhard Knabe (1936–2005), Maler, lebte in Gröditsch
- Thomas Jacob (* 1943), Regisseur und Drehbuchautor, lebt in Glietz
- Sylvia Lehmann (* 1954), Politikerin (SPD), MdL Brandenburg, lebt in Dollgen
- Kathrin Schneider (* 1962), Politikerin (SPD), Landesministerin in Brandenburg, lebt in Dürrenhofe
- Sascha Philipp (* 1972), Politiker (SPD), Landtagsabgeordneter in Brandenburg, lebt in Pretschen
- Mario Mieruch (* 1975), Politiker (Bündnis Deutschland), Bundestagsabgeordneter 2017–2021
- Axel Schreiber (* 1980), Schauspieler, wuchs in Groß Leuthen auf
- Christian Lillinger (* 1984), Schlagzeuger, Komponist und Perkussionist, wuchs in Kuschkow auf
- Robert Lillinger (* 1990), Dirigent, Pianist und Komponist, wuchs in Kuschkow auf